# Olpidium agrostidis
Olpidium agrostidis är en svampart som beskrevs av Sampson 1932. Olpidium agrostidis ingår i släktet Olpidium och familjen Olpidiaceae.   Inga underarter finns listade i Catalogue of Life.